# Michael Tönnies
Michael Tönnies (Essen, 1959. december 19. – Essen, 2017. január 26.) német labdarúgó, csatár.

## Pályafutása
1971-ben az SpVg Schonnebeck csapatában kezdte a labdarúgást, majd 1974-ben a Schalke 04 korosztályos csapatában folytatta, ahol 1978-ban lett az első csapat tagja, de 1981-ig csak hét bajnoki mérkőzésen jutott szóhoz. Ebben az időszakban három alkalommal szerepelt az NSZK U18-as válogatottjában és öt gólt szerzett.  1981-82-ben az SpVgg Bayreuth, 1982 és 1985 között az 1. FC Bocholt, 1985 és 1987 között a Rot-Weiß Essen labdarúgója volt. 1987 és 1992 között az MSV Duisburg játékosa volt. Itt töltötte pályafutása legsikeresebb éveit. Az 1990–91-es idényben a másodosztályú bajnokság gólkirálya lett 29 góllal. 1992 és 1994 között a Wuppertaler SV csapatában szerepelt. 1994-ben vonult vissza az aktív labdarúgástól.

## Sikerei, díjai
MSV Duisburg
- Német bajnokság – 2. Bundesliga
  - gólkirály: 1990–91 (29 gól)